# Più grande del cielo
Più grande del cielo è un singolo del cantautore italiano Massimo Di Cataldo, brano composto da Fabio Cerqueti, estratto dalla raccolta I consigli del cuore - Raccolta 1994-2006 e pubblicato nel 2006.

## Tracce
1. Più grande del cielo (Radio Edit) – 3:36